# Besleria lutea
Besleria lutea är en tvåhjärtbladig växtart som beskrevs av Carl von Linné. Besleria lutea ingår i släktet Besleria och familjen Gesneriaceae. Inga underarter finns listade i Catalogue of Life.

## Bildgalleri

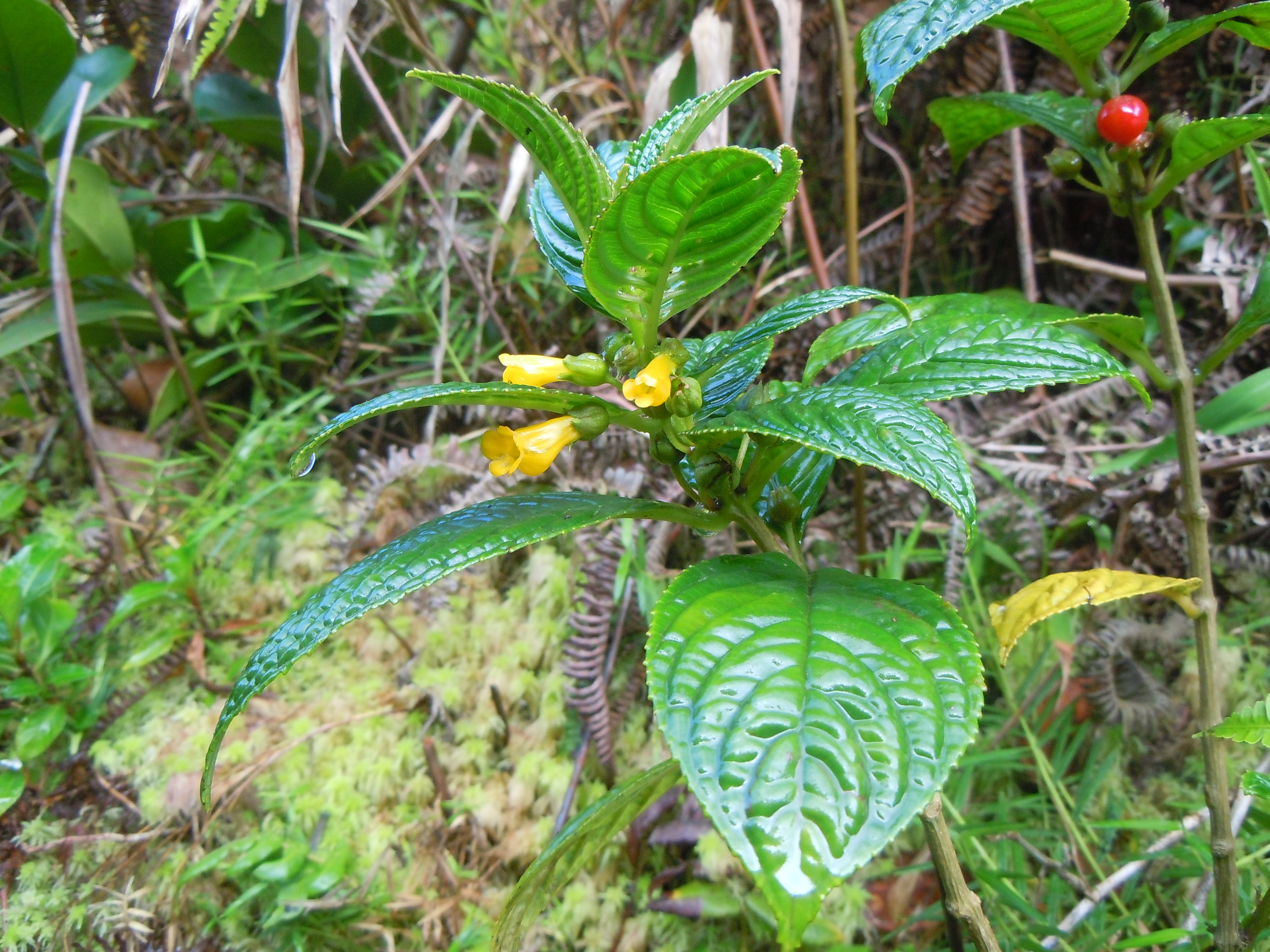